# Kołobrzeg (comune rurale)
Kołobrzeg è un comune rurale polacco del distretto di Kołobrzeg, nel voivodato della Pomerania Occidentale.
Ricopre una superficie di 144,75 km² e nel 2005 contava 8 838 abitanti.
Il capoluogo è Kołobrzeg, che non fa parte del territorio ma costituisce un comune a sé.